# 納韋爾瓦皮湖

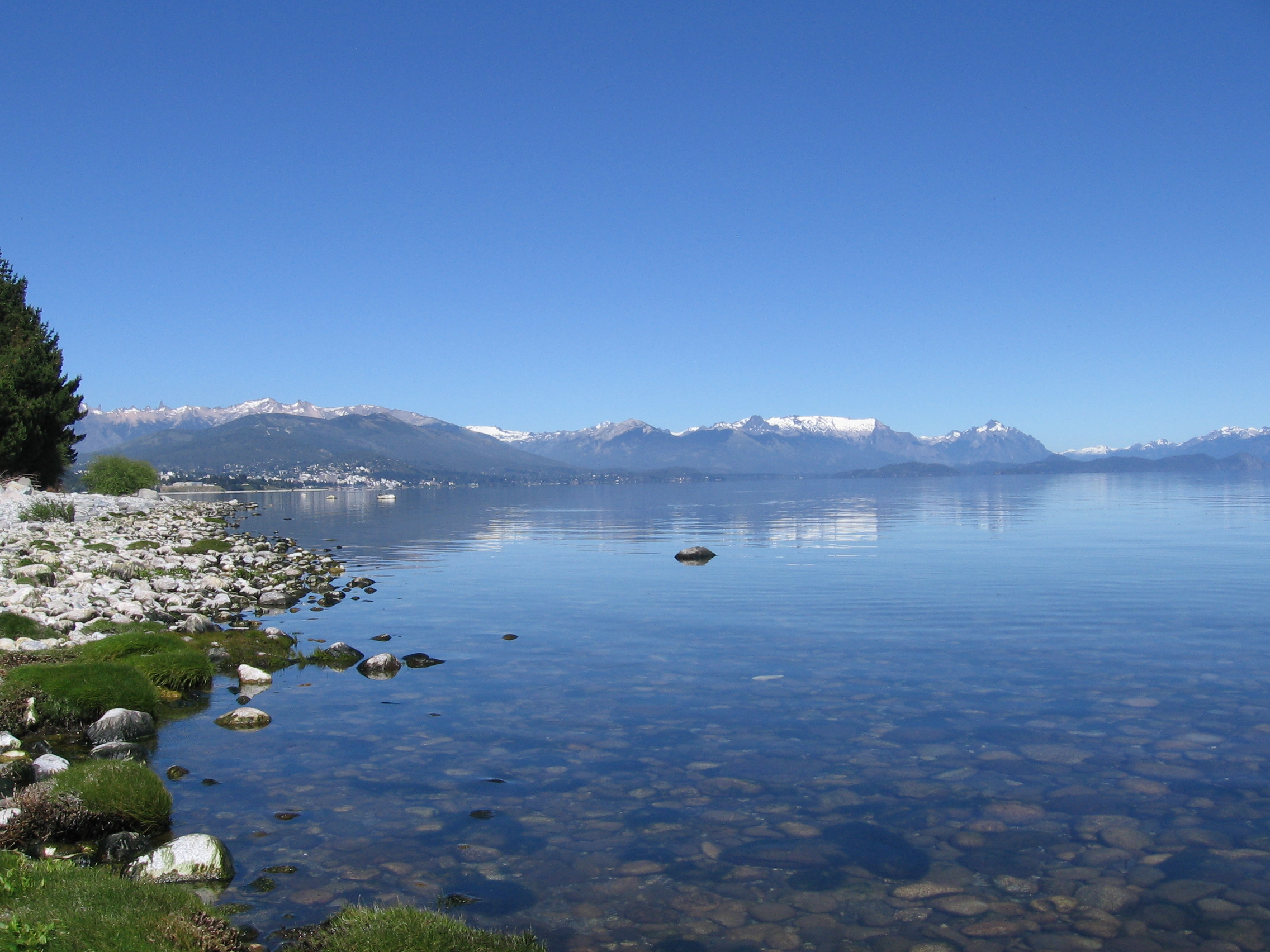
納韋爾瓦皮湖岸邊景色

納韋爾瓦皮湖（西班牙語：Lago Nahuel Huapí）是阿根廷巴塔哥尼亞北部內格羅河省和內烏肯省的湖泊。湖泊面積544平方公里，海拔约767米:1313。